# اچ شاه‌تخته
اچ شاه‌تخته یک ستاره است که در صورت فلکی شاه‌تخته قرار دارد.